# 垂水島津家
垂水島津家（たるみずしまづけ）は、島津氏の支流である武家・士族・華族だった家。島津貴久の甥・島津以久が大隅垂水を領したのに始まり、江戸時代には薩摩国鹿児島藩島津家の一門家、維新後には華族の男爵家に列せられた

## 歴史
家祖は相州家から本家を相続した島津貴久の弟である島津忠将。忠将は天文17年（1548年）に本田薫親を攻略し、代わって大隅清水領主となったが、永禄4年（1561年）に肝付氏の大隅廻城を攻めた戦いで戦死した。
その子・以久は天正9年（1581年）の水俣の戦いなどで戦功を挙げ、慶長4年（1599年）の所領替えで大隅国垂水を領するようになった。以久は慶長8年（1603年）に佐土原藩主3万石となっているが（同藩は以久の三男・忠興の系譜で続く）、垂水島津家も以久の嫡子・彰久（父に先立って文禄の役で朝鮮で客死）の子の久信の系譜で続き、江戸時代を通じて垂水1万8000石を知行する薩摩藩の一門家として続いた（一門家には他に重富島津家、加治木島津家、今和泉島津家があった）。幕末維新期の当主・貴教は薩英戦争や戊辰戦争で戦功を挙げた。
明治維新後には垂水島津家は当初士族に列していたが、垂水島津家の旧薩摩藩内での高い家格と、貴教の維新の功により、明治33年（1900年）10月27日付けで当時の当主貴暢（貴教の孫）が男爵に叙せられた。垂水島津男爵家の住居は鹿児島県鹿児島市上竜尾町にあった。

## 歴代当主
1. 島津忠将...父：島津忠良（島津相州家）
　　　　　子：島津以久（2代、後の佐土原島津家以久）
2. 島津以久...父：島津忠将
　　　　　子：島津彰久（3代）
　　　　　　　入来院重時（入来院氏本家）
　　　　　　　島津忠興（佐土原島津家）
3. 島津彰久...父：島津以久
　　　　　子：島津久信（4代）
4. 島津久信...父：島津彰久
　　　　　子：島津久敏（5代）
　　　　　　　島津久章（新城島津家祖）
5. 島津久敏...父：島津久信
　　　　　子：島津忠紀（6代、養子、島津本宗家家久の子）
6. 島津忠紀...父：島津久敏（養父）
　　　　　　　島津家久（実父、島津本宗家）
　　　　　子：島津久治（7代）
7. 島津久治...父：島津忠紀
　　　　　子：島津忠直（8代、養子、島津本宗家綱貴の子）
8. 島津忠直...父：島津久治（養父）
　　　　　　　島津綱貴（実父、島津本宗家）
　　　　　子：島津貴儔（9代、養子、島津本宗家吉貴の子）
9. 島津貴儔...父：島津忠直（養父）
　　　　　　　島津吉貴（実父、島津本宗家）
　　　　　子：島津貴澄（10代、養子、島津本宗家吉貴の子）
　　　　　　　末川久救（末川氏本家祖）
　　　　　　　川上久致（川上氏本家）
　　　　　　　島津久兼（島津登家）
　　　　　　　吉利将容（吉利氏本家）
10. 島津貴澄...父：島津貴儔（養父）
　　　　　　　島津吉貴（実父、島津本宗家）
　　　　　子：島津貴品（11代、養子、日置島津家久統の子）
11. 島津貴品...父：島津貴澄（養父）
　　　　　　　島津久統（実父、日置島津家）
　　　　　子：島津貴柄（12代）
12. 島津貴柄...父：島津貴品
　　　　　子：島津貴典（13代）
　　　　　　　島津久善（島津内蔵家）
　　　　　　　桂久浮（桂外記家）
　　　　　　　山田久満（山田氏本家）
13. 島津貴典...父：島津貴柄
　　　　　子：島津貴敦（14代）
　　　　　　　入来院公寛（入来院氏本家）
14. 島津貴敦...父：島津貴典
15. 島津貴徳...
16. 島津貴暢...